# Didascalia di Addai
La Didascalia di Addai è un testo giuridico-ecclesiastico siriaco, di autore ignoto, che tratta degli ordinamenti e delle leggi corrispondenti alla predicazione e alla dottrina degli apostoli. 
Il nome fu proposto da J.M. Sauget, scopritore dell'unico manoscritto in papiro conosciuto, per evitare confusione con la quasi omonima Dottrina di Addai.
L'opera è stata suddivisa, dalla traduttrice, in quattro paragrafi:
- 1. La pentecoste e il sacerdozio, l'ascensione e i canoni.
- 2. I canoni stabiliti dagli apostoli.
- 3. Successione apostolica e tradizione.
- 4. Le chiese stabilite dagli apostoli.